# اتصالات محکم
اتصالات محکم بین سلول‌های اپیتلیال مجاور معمولاً به صورت یک باند احاطه کننده سلول، درست در زیر سطح رأسی قرار گرفته‌اند و به استقرار و حفظ قطبیت سلولی کمک می‌کنند. این اتصالات سدی را تشکیل می‌دهند که حفره‌های بدن از قبیل لومن روده را مهروموم می‌کند؛ و خون را از مایع مغزی-نخاعی موجود در سیستم عصبی مرکزی جدا نگه می‌دارد. اتصالات محکم از انتشار ماکرومولکول‌ها در مقادیر مختلف و مولکول‌های کوچک محلول در آب و یون‌ها از عرض یک صفحه اپیتلیالی از طریق فضاهای بین سلولی جلوگیری می‌کنند. آن‌ها همچنین قطبیت سلول‌های اپیتلیال را توسط ممانعت از انتشار پروتئین‌ها و گلیکولیپیدهای غشایی بین نواحی رأسی و قاعده جانبی غشاءپلاسمایی برقرار و حفظ می‌کنند.
دو نوع پروتئین اینتگرال غشاء اصلی مؤثر در تشکیل اتصالات محکم، اوکلودین و کلودینها هستند. هر کدام از این پروتئین‌ها دارای ۴ مارپیچ آلفا گذرنده از غشاء هستند. تری سلولین نیز که از دیگر پروتئین اتصالات محکم می‌باشد، دارای چنین ساختاری است. یک گروه از JAM ها (مولکول‌های چسبان اتصالی) نیز شناسایی شده‌اند که به اتصالات هموفیلیک و دیگر عملکردهای اتصالات محکم کمک می‌کنند.